# Тауэр, Зелос
Зелос Бейтс Тауэр (Zealous Bates Tower) (12 января 1819 — 20 марта 1900) — американский военный и гражданский инженер. Служил генералом армии Севера в годы гражданской войны, в 1864 году служил 15-м суперинтендантом военной академии Вест-Пойнт, а в конце года занимался сооружением укреплений Нэшвилла.

## Ранние годы
Тауэр родился в местечке Кохассет в Массачусетсе. В 1837 он поступил в военную академию Вест-Пойнт и окончил её первым по успеваемости в выпуске 1841 года. Его определили вторым лейтенантом в инженерный корпус. В 1842—1843 годах он преподавал в Вест-Пойнте инженерное дело, а с 1846 года участвовал в мексиканской войне, где сражался при Вера-Крусе и Серро-Гордо. 18 апреля 1847 года получил звание первого лейтенанта за Серро-Гордо. В августе того года принял участие в сражении при Контрерас, за что 20 августа получил временное звание капитана. В сентябре участвовал в сражении при Чапультепеке, где был ранен, и в тот же день получил временное звание майора за храбрость.
После войны занимался инженерной деятельностью, участвуя в сооружении фортов на побережье США — в частности, строил форт Алькатрас (1852—1853) и Форт-Пойнт в Сан-Франциско (1857—1858). 1 июля 1855 года получил звание капитана инженерного корпуса за выслугу лет.

## Гражданская война
С 20 февраля 1861 года по 10 мая 1862 года Тауэр служил инженером в форте Пикенс, где получил постоянное звание майора инженерных войск (6 августа), где его застала война, и где он присутствовал во время сражения на острове Санта-Роза. За отличие в обороне острова он 23 ноября получил временное звание подполковника регулярной армии и одновременно стал бригадным генералом добровольческой армии США. Весной 1862 года его направили в Вирджинию. Тауэру поручили одну из бригад дивизии Рикеттса, которая состояла из четырёх полков:
- 26-й Нью-Йоркский пехотный полк
- 94-й Нью-Йоркский пехотный полк
- 88-й Пенсильванский пехотный полк
- 90-й Пенсильванский пехотный полк

9 августа 1862 года бригада Тауэра вместе со всей дивизией Рикеттса участвовала в сражении у Кедровой горы, хотя и не была активно задействована. Тем не менее, Тауэр получил временное звание полковника регулярной армии за это сражение. 20 - 21 августа его бригада участвовала в перестрелках у Раппаханок-Стейшен, а 28 августа - в сражении при Торуфеир-Гэп.